# Erdzeichen (Flughafen München)

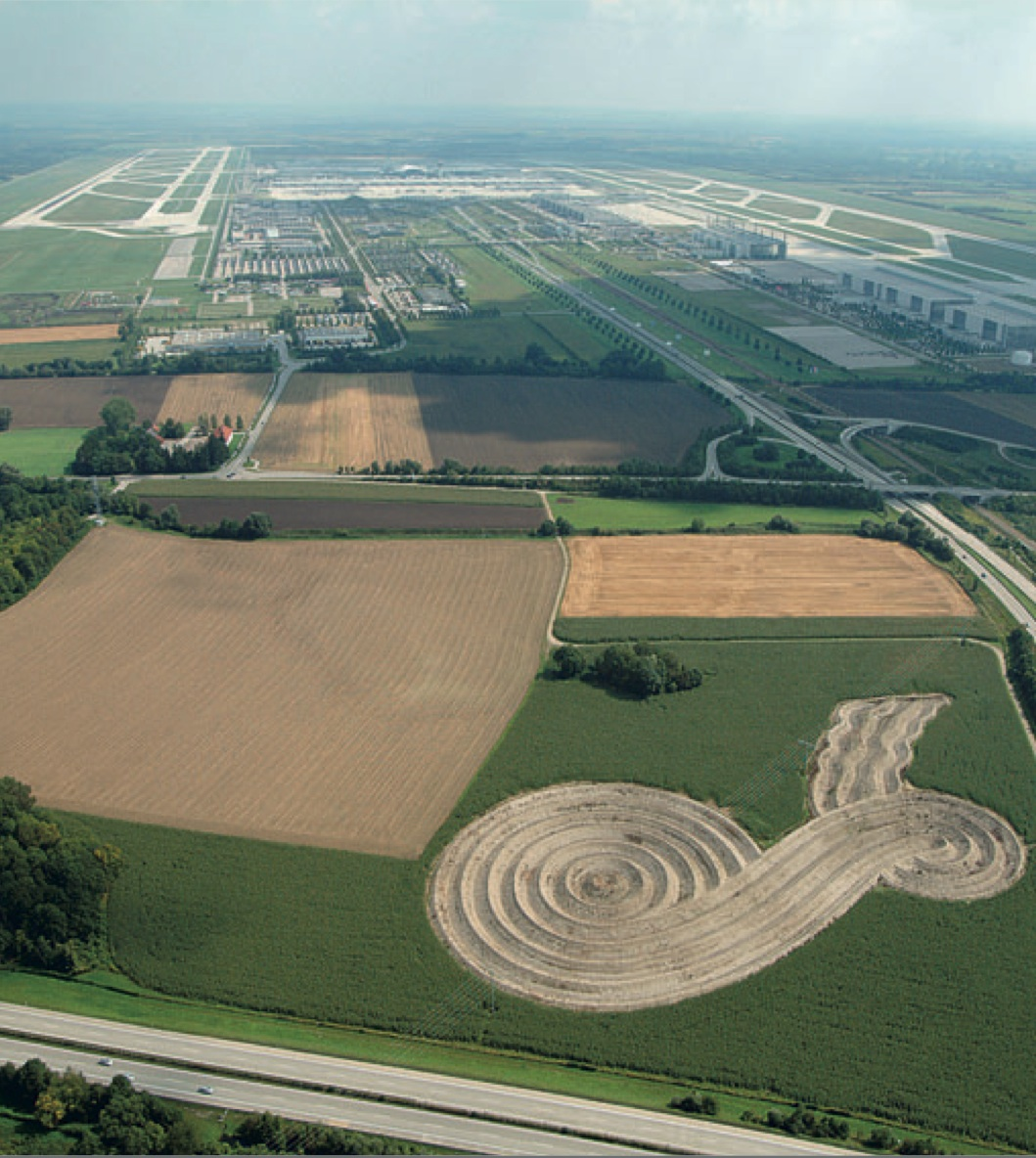
Das Erdzeichen „Eine Insel für die Zeit“, im Hintergrund der Flughafen München. Fotografie von Klaus Leidorf (2004).

Das Erdzeichen am Münchner Flughafen ist eine Erdskulptur des Malers Wilhelm Holderied und des Bildhauers Karl Schlamminger. Das Kunstwerk wird auch Eine Insel für die Zeit genannt. Es soll nach Aussage Holderieds ein Symbol sein für die durch die „Urkraft der Erde“ bestimmten Zeitabläufe.

## Beschreibung
Die 1995 fertiggestellte Erdskulptur steht sowohl in der Tradition von archaischen Bodenbildern als auch von Werken der Land-Art und ruft Assoziationen an Smithsons berühmte Spiral Jetty hervor.
Die Erdskulptur hat eine Fläche von 270 m × 170 m und eine Furchentiefe von 3,40 m. Furchen und hohe Wälle aus Kies umkreisen einen Punkt, laufen in ein gerades Band aus, formen eine Schlinge und fließen dann in unregelmäßigen Wellenlinien in das Wiesengelände der Umgebung, wo sie an einer geraden Linie enden.
In einer „Be-Part-of-Art Aktion“ wurde das Erdkunstwerk von etwa 400 Förderern finanziert.